# Cacicus chrysopterus
El cacique aliamarillo (Cacicus chrysopterus) es una especie de ave paseriforme de la familia Icteridae propia de Sudamérica.

## Localización
Es una especie de ave que se localiza en Argentina, Bolivia, Brasil, Paraguay y Uruguay.